# Шипковица (община Тетово)
Вижте пояснителната страница за други значения на Шипковица.
Шипковица (на македонска литературна норма: Шипковица; на албански: Shipkovica) е село в Северна Македония, в община Тетово.

## География
Селото е разположено в областта Долни Полог, в източните склонове на Шар в долината на Шарската река.

## История
В края на XIX век Шипковица е албанско село в Тетовска каза на Османската империя. Според статистиката на Васил Кънчов („Македония. Етнография и статистика“) от 1900 година Шипковица е село, населявано от 550 жители арнаути мохамедани.
Според Афанасий Селишчев в 1929 година Шипковица е център на Селечка община и има 186 къщи с 840 жители албанци.
След средата на ХХ век Шипковица е един от центровете на нелегалното албанско движение в Тетовско. През 1979-1980 година родените в Шипковица Заим Бекири и Раим Незири създават нелегална Национална партия на труда, която организира албанците в тетовските села до разкриването си. По време на кризата в Република Македония от 2001 година в Шипковица е разположена една от главните щаб-квартири на въоръжените албански формирования.
Според преброяването от 2002 година селото има 2826 жители.
| Националност     | Всичко |
| северномакедонци | 0      |
| албанци          | 2817   |
| турци            | 0      |
| роми             | 0      |
| власи            | 0      |
| сърби            | 0      |
| бошняци          | 0      |
| други            | 9      |

До 2004 година Шипковица е център на община Шипковица.

## Личности
Родени в Шипковица
- Иляс Османи (р.1954), албански писател.
- Джеладин Гюра, албански политик
- Нуредин Реджеп Вока (1847 – 1917), виден албански възрожденец – просветен и религиозен деец.